# Roinvilliers
Roinvilliers ist eine französische Gemeinde mit 110 Einwohnern (Stand: 1. Januar 2022) im Département Essonne in der Region Île-de-France; sie gehört zum Arrondissement Étampes und zum Kanton Étampes. Die Einwohner werden Roinvilliérains genannt.

## Geographie
Roinvilliers liegt etwa 56 Kilometer südsüdwestlich von Paris. Umgeben wird Roinvilliers von den Nachbargemeinden Bois-Herpin im Norden, Mespuits im Osten, Blandy im Südosten, Rouvres-Saint-Jean im Süden und Südwesten sowie Abbéville-la-Rivière im Südwesten und Westen.

## Bevölkerungsentwicklung
| Jahr                       | 1962 | 1968 | 1975 | 1982 | 1990 | 1999 | 2006 | 2013 | 2019 |
| Einwohner                  | 79   | 59   | 54   | 47   | 45   | 61   | 74   | 90   | 107  |
| Quellen: Cassini und INSEE |      |      |      |      |      |      |      |      |      |

## Sehenswürdigkeiten

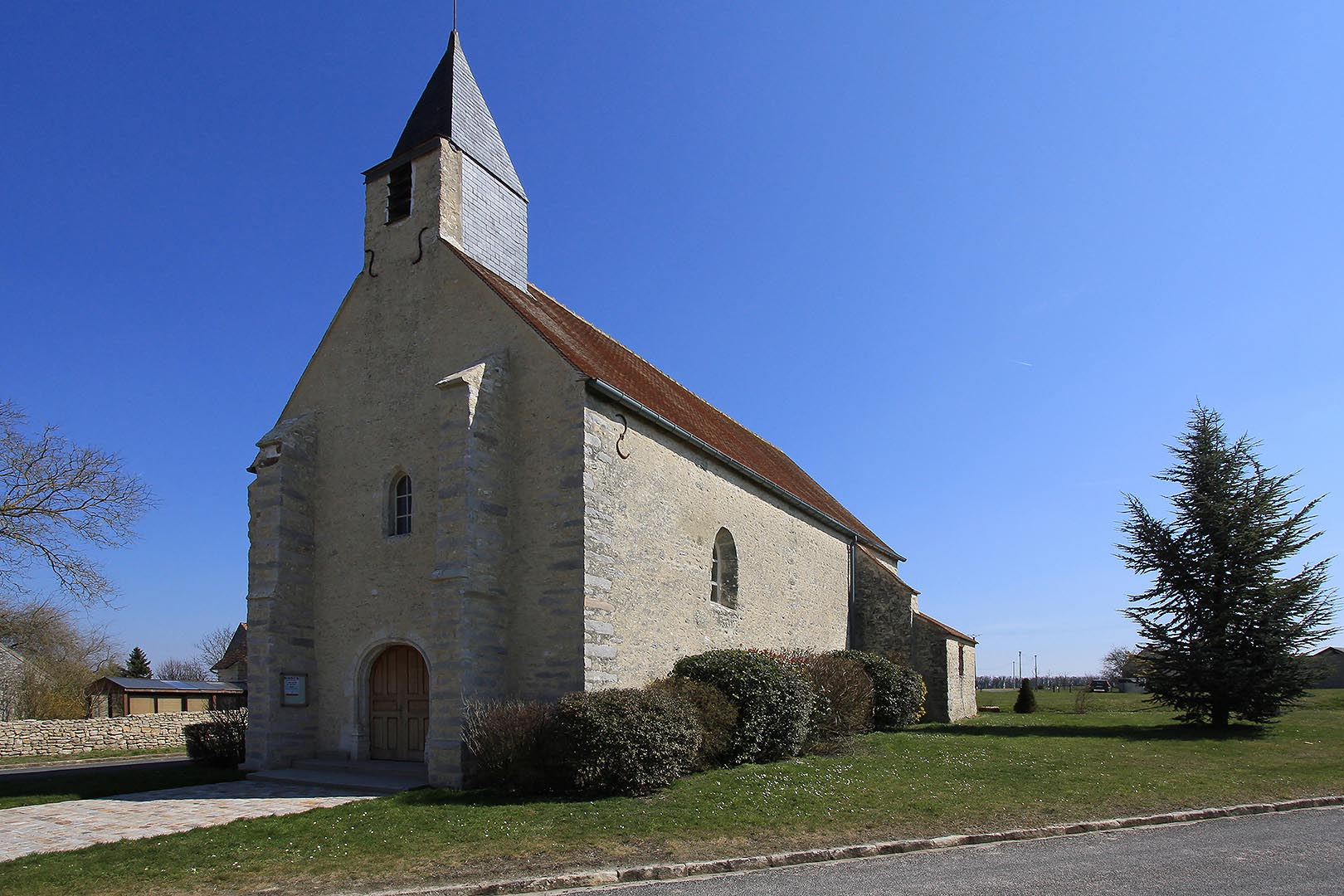
Kirche Saint-Étienne

- Kirche Saint-Étienne